# Frieden von Traventhal
Bündnisverträge

Preobraschenskoje (1699) • Dresden (1699) • Narva (1704) • Dresden (1709) • Thorn (1709) • Kopenhagen (1709) • Hannover (1710) • Lutsk (1711) • Adrianopel (1713) • Schwedt (1713) • Stettin (1715) • Berlin (1715) • Greifswald (1715)
Friedensverträge

Traventhal (1700) • Warschau (1705) • Altranstädt (1706) • Pruth (1711) • Frederiksborg (1720) • Stockholm (1719) • Stockholm (1720) • Nystad (1721)  • Stockholm (1729)
Kapitulationen

Estland und Livland (1710)
Der Frieden von Traventhal wurde am 8. Augustschwed./18. August 1700greg. auf Schloss Traventhal in Holstein, der damaligen Sommerresidenz des Herzogs von Schleswig-Holstein-Sonderburg-Plön, als Separatfrieden zwischen Dänemark und Schweden geschlossen.

## Vorgeschichte
Den Angriff Sachsen-Polens und Russlands auf das schwedische Livland nutzte Dänemark, um zu Beginn des Großen Nordischen Krieges in Schleswig-Holstein einzumarschieren. Als Schweden sich gegen Dänemark wandte und Braunschweig, Kurhannover und die Niederlande als Garantiemächte des Altonaer Vergleichs das Herzogtum Schleswig-Holstein-Gottorf militärisch unterstützten, erzwang Schwedens König Karl XII. durch seine auf Seeland eingedrungenen und Kopenhagen bedrohenden Streitkräfte von König Friedrich IV. den Frieden von Traventhal, einem holsteinischen Amtssitz und Jagdschloss nahe Segeberg. Die antischwedische Koalition im Großen Nordischen Krieg verlor damit Dänemark als ihren Partner.

## Vertragsinhalt

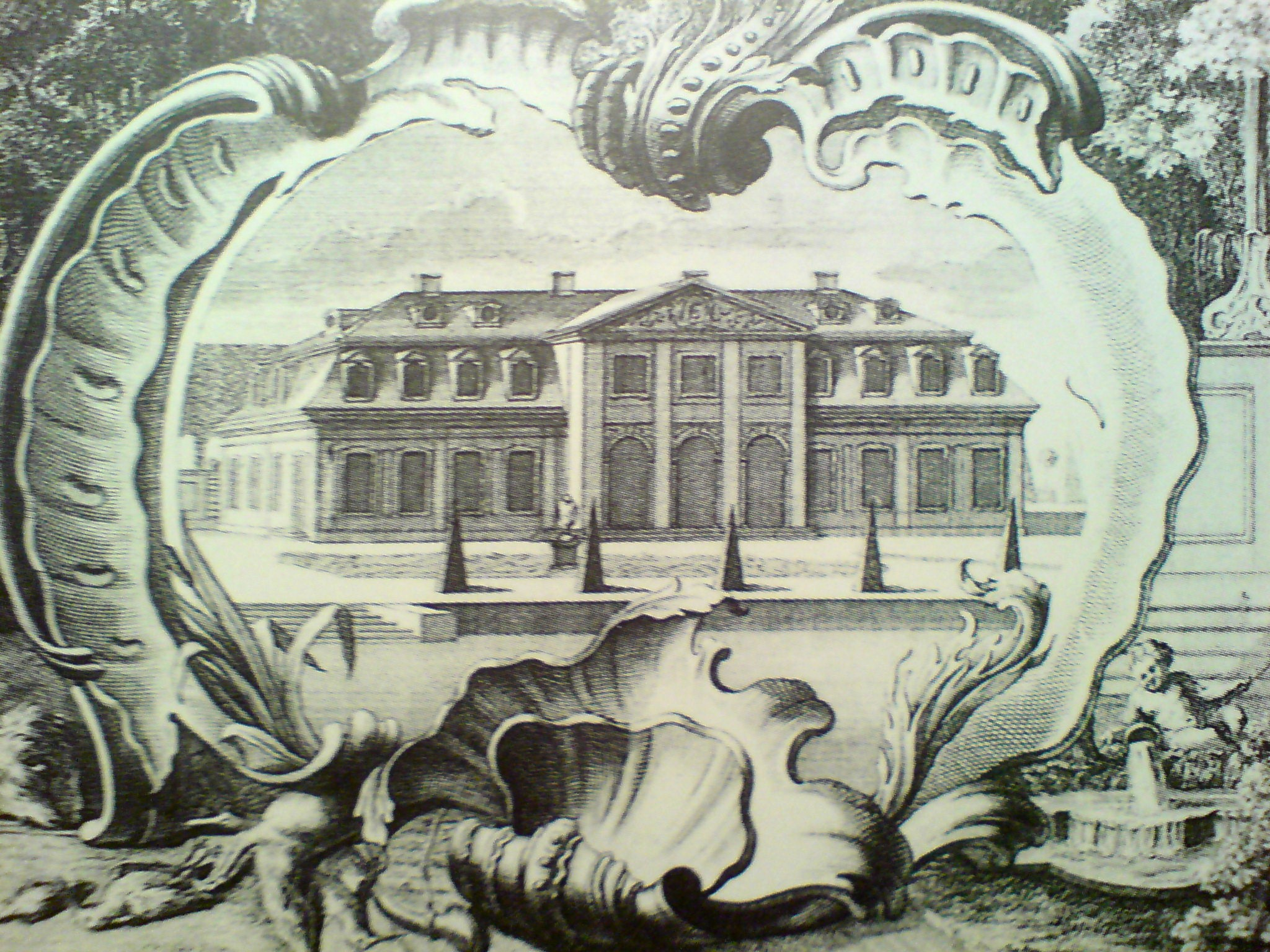
Jagdschloss in Traventhal, Ort der Verhandlung

- Art. 1: Gegenseitige Amnestie aller Beteiligten.
- Art. 2: Bestätigung früherer Verträge (1533, 1623, 1658, 1660, 1679, 1689, 1697).
- Art. 3: Fortsetzung der bisherigen gemeinsamen Regierung der Herzogtümer Schleswig und Holstein und der Bedingungen dafür.
- Art. 4: Gleichheit der beiden Landesteile, auch für deren Herrscher.
- Art. 5: Landesverteidigung bei gemeinsamer Bedrohung. Landesverteidigung bei Bedrohung eines Landesteils. Verteidigungsrecht. Befestigungsrecht. Begrenzung der Zahl der dänischen Soldaten. Truppenstationierung und Durchmarsch.
- Art. 6: Execution des Altonaer Vergleichs binnen 6 Wochen.
- Art. 7: Einhaltung des Glückstädter Rezess.
- Art. 8: Einhaltung Glückstädter Rezess bezüglich des Lübecker Domkapitels.
- Art. 9: Zahlung von 260.000 Reichstalern von Dänemark an Gottorf und deren Modalitäten.
- Art. 10: Austausch von Orten, die Differenzen verursacht haben.
- Art. 11: Befreiung der Schleswig-Holstein-Gottorfschen Kaufleute im Amt Tondern vom königlichen Zoll.
- Art. 12: Schleifung der Schanze auf der Insel Grevenhoff[1] vor dem Hamburger Hafen.
- Art. 13: Einschluss der Garanten des Altonaer Vergleichs in den Vertrag. Kein Angriff Dänemarks auf Schweden oder die hannoverschen Gebiete. Keine gegen diese gerichteten Bündnisse.
- Art. 14: Kaiser und die übrigen Garanten des Altonaer Vergleichs sollen auch diesen Vertrag garantieren.
- Art. 15: Ratifikationen innerhalb von sieben Tagen.

Der Vertrag wurde von Johann Hugo von Lente und Christoph von Blome auf dänischer Seite, sowie Magnus von Wedderkop und dessen Schwager Johann Ludwig von Pincier, Freiherr von Königstein auf Seite von Schleswig-Holstein-Gottorf gezeichnet.